# Mohanad Shaban
Mohanad Shaban, né le 2 juillet 2000, est un pentathlonien égyptien.

## Carrière
Il est médaillé d'or en individuel aux championnats du monde junior en 2019.
Il remporte la finale de la Coupe du monde de pentathlon moderne 2023 et se qualifie pour les Jeux olympiques d'été de 2024. Aux championnats du monde 2023 à Bath, il remporte le titre en relais mixte et par équipe masculine ainsi qu'une médaille de bronze en individuel.